# Heinrich Schönfeld
Heinrich Schönfeld, soprannominato Beppo (Klausenburg, 3 agosto 1900 – Toronto, 3 settembre 1976), è stato un allenatore di calcio e calciatore austriaco, di ruolo portiere e successivamente attaccante.

## Carriera

### Giocatore
Nato a Cluj (in tedesco Klausenburg) nell'allora Austria-Ungheria (odierna Romania) da famiglia tedesca, Heinrich "Enrico" Schönfeld fece il suo debutto nel calcio professionale come portiere nel 1916 militando per la squadra austriaca Sport Club Rudolfshügel; dalla stagione 1920-1921 cambiò ruolo diventando attaccante (cambi di ruolo che in quegli anni non erano rari). Nel 1921 si trasferisce allo Sportclub Merano (o Sportklub Meran) diventando rapidamente uno dei più famosi e quotati giocatori del Sud Tirolo e attirando l'attenzione della P.G.F. Libertas, con la quale disputarà successivamente la Seconda Divisione Nord.

Schönfeld con la maglia dell'Inter

Nel 1923 l'allenatore austriaco Karl Stürmer (già avuto al Rudolfshügel) lo volle al Torino, dove nella stagione 1923-1924 con 22 gol in 20 partite vinse la classifica dei marcatori (primo campionato italiano di cui si conosce con certezza il capocannoniere). L'anno successivo giocò 10 partite segnando un gol. Trascorse poi una stagione con l'Inter (1925-1926), per poi tornare in Austria nel 1926 per militare nell'Hakoah Vienna, squadra rappresentante la comunità ebraica di Vienna.
Proprio nel 1926 lo Hakoah Vienna, mosso anche dall'intento di raccogliere dei fondi per la causa sionista, attraversò l'atlantico per un tour di dodici partite negli Stati Uniti, esibendosi di fronte a 46'000 spettatori al Polo Grounds di New York (registrando un record di pubblico eguagliato solo cinquantuno anni dopo) nella partita persa contro i New York Stars e battendo due volte i Brooklyn Wanderers. Gli austriaci impressionarono molto il proprietario della squadra di Brooklyn Nathan Agar, che tentò di trattenere alcuni di questi negli Stati Uniti: Schönfeld, János Nehadoma, Rudolph Nickolsburger, Béla Guttmann, József Eisenhoffer, Leopold Drucker, Alexander Neufeld, tra gli altri, convinti anche dalla relativa mancanza di antisemitismo nel paese americano e forti del fatto che molti club della costa orientale degli Stati Uniti erano posseduti da ebrei.
Schönfeld giocò qualche partita con i Brooklyn Wanderers prima di tornare in Austria per militare un altro anno con gli Hakoah Vienna e poi ritornare negli Stati Uniti e giocare nella American Soccer League con gli Brooklyn Hakoah. A seguito del crollo della borsa del 1929 la crisi colpì anche il calcio americano con la fuga degli sponsor che ritirarono il loro appoggio finanziario da cui dipendevano buona parte dei team. In concerto con gli ex membri dell'Hakoah Vienna rimasti in America, Schönfeld decise di formare gli Hakoah All-Stars (società creata dalla fusione tra gli Brooklyn Hakoah e i New York Hakoah) in occasione della unione tra le due leghe ASL e la ESL in un'unica lega nota come Atlantic Coast Soccer League. Il campionato della nuova lega ebbe breve durata e nel 1930 cessò le attività. A seguito della chiusura della lega la Hakoah All-Stars scelse di effettuare dei tour per propagandare il calcio centroeuropeo e nel 1930 si esibì in alcune gare amichevoli nell'America del Sud.

### Allenatore

#### Juventus Trapani e Catanzarese
Nel 1930 tornò in Europa ed iniziò la carriera di allenatore in Italia nella neonata Juventus Trapani di Franco Adragna che adottò i colori neroazzurri della sua ex squadra, l'Ambrosiana-Inter. La squadra milanese, a quell'epoca, era allenata dall'ex compagno di squadra Árpád Weisz,  internato a Trapani durante la prima guerra mondiale.
In Sicilia trascorse cinque stagioni da allenatore-giocatore tra il 1930 ed il 1933, con una breve parentesi a Catanzaro in serie B, e tornando nell'autunno del 1933 per sostituire l'esonerato Attilio Buratti.
Con la sua guida la squadra trapanese passò dalla Terza Divisione alla Prima Divisione con due promozioni consecutive. Schönfeld riuscì a far ingaggiare dalla Juventus Trapani giocatori come Stevan Tommei, Giuseppe Gobetti, Pietro Miglio e Américo Ruffino provenienti da formazioni di categoria superiore integrandoli con giocatori locali.
Rimase al Trapani anche come dirigente fino al 1935, quando sostituì Cesare Migliorini alla guida della Catanzarese in serie B, non evitandone la retrocessione.

#### Le leggi razziali
La promulgazione delle leggi razziali fasciste lo costrinsero a trasferirsi a Tunisi dove riprese l'attività di allenatore di calcio fino al 1943. La guerra in nordafrica lo obbligò successivamente a trasferirsi prima a Merano, Salisburgo e Monaco di Baviera svolgendo svariati lavori.
Dopo la fine della seconda guerra mondiale tornò a Salisburgo allenando l'Austria Salisburgo per quattro mesi tra febbraio ed il maggio del 1951, e l'Hakoah Hallein, composta prevalentemente da profughi ebrei di Hallein (vicino a Salisburgo), dall'estate del 1951 al 1952. Sempre nel 1952 insieme alla moglie Elisabeth e i tre figli Walter, Herbert ed Erwin, partirono da Genova per trasferirsi in Canada. Muore a Toronto nel 1976 all'età di 76 anni.

## Nella cultura di massa
Lo scrittore Uri Bright ha raccontato la vita di Schönfeld nel libro The first Jewish scorer - the amazing story of Heinrich Schönfeld (Il primo marcatore ebreo - la straordinaria storia di Heinrich Schönfeld) edito da Orion Publishing nel 2022.

## Statistiche

### Presenze e reti nei club
| Stagione  | Club               | Campionato | Campionato | Campionato |
| Stagione  | Club               | Comp       | Pres       | Reti       |
| --------- | ------------------ | ---------- | ---------- | ---------- |
| 1915-1916 | SpC Rudolfshügel   | CA         | 3          | 0          |
| 1916-1917 | SpC Rudolfshügel   | CA         | 14         | 0          |
| 1917-1918 | SpC Rudolfshügel   | CA         | 16         | 0          |
| 1918-1919 | SpC Rudolfshügel   | CA         | 1          | 0          |
| 1919-1920 | SpC Rudolfshügel   | CA         | 0          | 0          |
| 1920-1921 | SpC Rudolfshügel   | CA         | 7          | 2          |
| 1921-1922 | Merano             | am.        | --         | --         |
| 1922-1923 | Libertas Firenze   | 2D         | 13         | 15         |
| 1923-1924 | Torino             | PD         | 20         | 22         |
| 1924-1925 | Torino             | PD         | 10         | 1          |
| 1925-1926 | Inter              | PD         | 14         | 9          |
| 1926      | Hakoah             | CA         | 8          | 6          |
| 1926-1927 | Brooklyn Wanderers | ASL        | 6          | 3          |
| 1927-1928 | Hakoah             | CA         | 10         | 4          |
| 1928-1929 | Brooklyn Hakoah    | ASL        | 12         | 11         |
| 1930      | Hakoah All-Stars   | ASL        | 6          | 0          |

## Palmarès

### Club
- International Soccer League: 1

 Brooklyn Wanderers: 1926

### Individuale
- Capocannoniere della Prima Divisione: 1

 Torino: 1923-1924 (22 gol)

### Allenatore

#### Competizioni regionali
- Seconda Divisione: 1

 Juventus Trapani: 1931-1932